# Нюгрен, Магнус
Ма́гнус Ню́грен (швед. Magnus Nygren; 7 июня 1990, Карлстад, Швеция) — шведский хоккеист, защитник. Игрок клуба «Давос».

## Биография
Магнус Нюгрен — воспитанник клуба «Ферьестад» из родного Карлстада. В высшей лиге Швеции дебютировал в сезоне 2009/10. Параллельно выступал в клубах второй и третьей лигах Швеции. Чемпион Швеции 2011 года в составе карлстадского клуба. В 2011 году участвовал в драфте НХЛ и был выбран «Монреалем» под 113 номером. В мае 2013 года заключил двухлетний контракт новичка с «Канадиенс». Сезон 2013/14 начал в АХЛ за «Гамильтон», но позже вернулся в «Ферьестад», где в качестве ассистента капитан доиграл 25 матчей, набрав 20 очков. В 2014 году стал бронзовым призёром чемпионата мира по хоккею с шайбой в составе команды Швеции.